# James Vibert
Pour les articles homonymes, voir Vibert.
James Vibert, né le 15 août 1872 à Carouge (canton de Genève) et mort le 2 mai 1942 à Plan-les-Ouates (canton de Genève), est un sculpteur suisse.

## Biographie
Frère du graveur Pierre-Eugène Vibert, James Vibert est d'abord formé comme ferronnier à l'école des arts industriels de Genève de 1885 à 1887 dirigée par Jules Salmson, puis est diplômé en modelage et en dessin à Lyon. Il revient à Genève en 1889, puis s'installe à Paris en 1892 avec son frère, où il côtoie les poètes symbolistes. Il travaille ensuite comme praticien dans l'atelier d'Auguste Rodin de 1894 à 1898, où il approfondit son lien au symbolisme, dont il est le principal représentant en Suisse.
À son retour en Suisse en 1903, Vibert devient professeur à l'École des beaux-arts de Genève, où il restera jusqu'en 1935. Il est membre de la commission fédérale des beaux-arts de 1906 à 1908, puis de 1923 à 1926. En 1914, il réalise sur commande une sculpture monumentale pour le Palais fédéral à Berne, le Serment des trois Suisses (de).
Franc-maçon, il est membre de la Grande Loge suisse Alpina.
Ferdinand Hodler a réalisé deux portraits de James Vibert, en 1907 et en 1915.

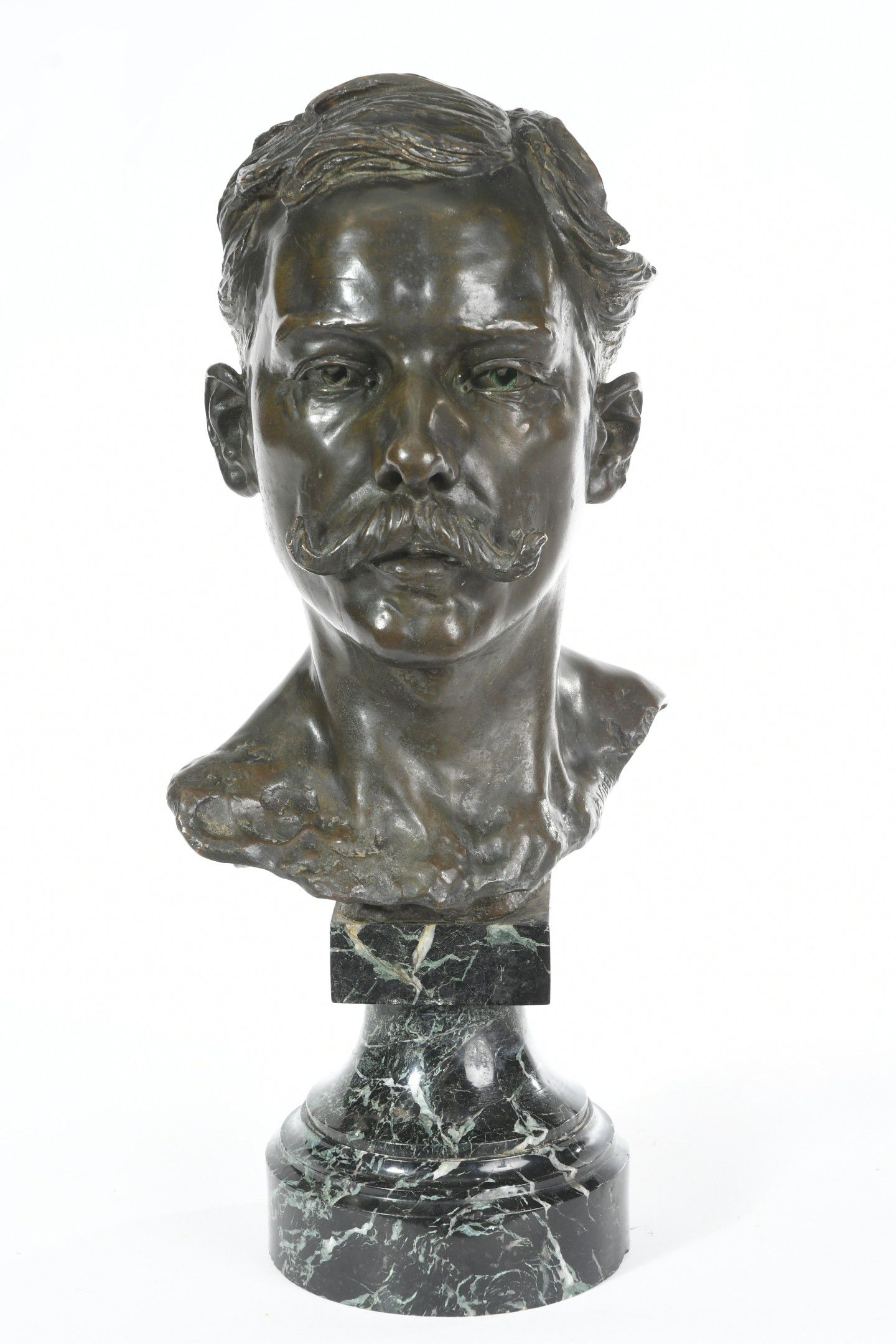
Buste d’homme.. Bronze à patine verte, brune nuancée. Socle en marbre vert de mer. Signé.

En tant que sculpteur, il pratique l'art du buste et il réalise ceux de personnalités et d'artistes genevois comme Robert de Traz, Louis Duchosal, Théophile Dufour, le poète français Paul Verlaine ainsi que son autoportrait sous cette forme.